# Molí de vent de Can Gou
El Molí de vent de Can Gou és una obra de Juià (Gironès) inclosa a l'Inventari del Patrimoni Arquitectònic de Catalunya.

## Descripció
És un molí de vent destinat a pouar aigua. La torre té la base més ampla i al capdamunt sosté les aspes, molt deteriorades, de ferro forjat. Està formada per tres cossos verticals i els dos superiors tenen finestres allargassades de mig punt. El parament combina el maó amb l'arrebossat.
Fou construït a finals del segle xix, després del 1874, per Antoni Planas i Mundet, fabricant de Cassà de la Selva. Actualment no s'utilitza.